# Ђовани ло Челсо
Ђовани ло Челсо (шп. Giovani Lo Celso; Росарио, 9. април 1996) је аргентински фудбалер који тренутно наступа за Тотенхем хотспур. Игра на позицији везног играча.

## Успеси
Росарио сентрал
- Куп Аргентине: (финале: 2014/15,[5] 2015/16)[6]

 Пари Сен Жермен
- Прва лига Француске (1) : 2017/18.[7]
- Куп Француске (2) : 2016/17,[8] 2017/18.[9]
- Лига куп Француске (2) : 2016/17,[а] 2017/18.[11]
- Суперкуп Француске (2) : 2017,[12] 2018.[13]

 Тотенхем хотспур
- Лига куп Енглеске: (финале: 2020/21)[14]

 Аргентина
- Копа Америка (2) :  2021,[15] 2024,  2019.[16]
- Куп шампиона КОНМЕБОЛ—УЕФА (1) :  2022.[17]